# Magyarország a 2019-es atlétikai világbajnokságon
Magyarország az katari Dohában megrendezésre kerülő 2019-es atlétikai világbajnokság egyik részt vevő nemzete volt, 17 sportolóval képviseltette magát.
Az indulási szintet tizennégyen teljesítették, de 3000 méter akadályon Kácser Zita és hétpróbában Krizsán Xénia lemondta az indulást. Pars Krisztián ugyan néhány centivel elmaradt a szinttől, de az eredménye elegendő volt arra, hogy beférjen a 32-es mezőnybe. Szeptember 20-án az IAAF a gerelyhajító Rivasz-Tóth Norbert és Szilágyi Réka, valamint a diszkoszvető Huszák János indulását engedélyezte.

## Érmesek
| Érem      | Versenyző    | Versenyszám   | Dátum      |
| --------- | ------------ | ------------- | ---------- |
| Bronzérem | Halász Bence | kalapácsvetés | október 2. |

## Eredmények

### Férfi
| Versenyző        | Versenyszám     | Előfutam | Előfutam | Előfutam | Elődöntő | Elődöntő | Elődöntő | Döntő   | Döntő    |
| Versenyző        | Versenyszám     | Idő      | Hely.    | Össz.    | Idő      | Hely.    | Össz.    | Idő     | Helyezés |
| ---------------- | --------------- | -------- | -------- | -------- | -------- | -------- | -------- | ------- | -------- |
| Szűcs Valdó      | 110 m gát       | 13,60    | 5.       | 22.      | kiesett  | kiesett  | kiesett  | kiesett | kiesett  |
| Helebrandt Máté  | 50 km gyaloglás |          |          |          |          |          |          | feladta | feladta  |
| Venyercsán Bence | 50 km gyaloglás |          |          |          |          |          |          | 4:45:04 | 26.      |

| Versenyző           | Versenyszám   | Selejtező | Selejtező | Döntő    | Döntő     |
| Versenyző           | Versenyszám   | Eredmény  | Helyezés  | Eredmény | Helyezés  |
| ------------------- | ------------- | --------- | --------- | -------- | --------- |
| Pars Krisztián      | Kalapácsvetés | 73,05 m   | 22.       | kiesett  | kiesett   |
| Halász Bence        | Kalapácsvetés | 76,90 m   | 6.        | 78,18 m  | Bronzérem |
| Huszák János        | Diszkoszvetés | 60,45 m   | 28.       | kiesett  | kiesett   |
| Rivasz-Tóth Norbert | Gerelyhajítás | 83,42 m   | 9.        | 79,73 m  | 9.        |

### Női
| Versenyző         | Versenyszám     | Előfutam | Előfutam | Előfutam | Elődöntő | Elődöntő | Elődöntő | Döntő   | Döntő    |
| Versenyző         | Versenyszám     | Idő      | Hely.    | Össz.    | Idő      | Hely.    | Össz.    | Idő     | Helyezés |
| ----------------- | --------------- | -------- | -------- | -------- | -------- | -------- | -------- | ------- | -------- |
| Kerekes Gréta     | 100 m gát       | 13,11    | 5.       | 24.      | kiesett  | kiesett  | kiesett  | kiesett | kiesett  |
| Kozák Luca        | 100 m gát       | 13,00    | 4.       | 21.      | 12,87    | 5.       | 13.      | kiesett | kiesett  |
| Gyürkés Viktória  | 3000 m akadály  | 9:52,11  | 11.      | 37.      |          |          |          | kiesett | kiesett  |
| Madarász Viktória | 20 km gyaloglás |          |          |          |          |          |          | 1:47:38 | 39.      |

| Versenyző         | Versenyszám   | Selejtező | Selejtező | Döntő    | Döntő    |
| Versenyző         | Versenyszám   | Eredmény  | Helyezés  | Eredmény | Helyezés |
| ----------------- | ------------- | --------- | --------- | -------- | -------- |
| Farkas Petra      | Távolugrás    | 6,44 m    | 23.       | kiesett  | kiesett  |
| Nguyen Anasztázia | Távolugrás    | 6,54 m    | 11.       | 6,26 m   | 12.      |
| Gyurátz Réka      | Kalapácsvetés | 67,41 m   | 23.       | kiesett  | kiesett  |
| Márton Anita      | Súlylökés     | 18,44 m   | 9.        | 18,86 m  | 5.       |
| Szilágyi Réka     | Gerelyhajítás | 56,26 m   | 25.       | kiesett  | kiesett  |